# 我是小间谍
我是小间谍（I spy）是一种猜谜游戏。
游戏玩法是：一个参与者在心里选定一件事物名称，然后说：“我是小间谍，我发现某某东西的第一个大写字母是...”("I spy with my little eye something beginning with ...")然后另一个参与者必须猜出这个事物。
我是小间谍游戏通常是父母和孩子在长途汽车旅行时打发时间的游戏。一份英国 Direct_Line 保险公司的调查报告显示，58%的家庭在路上会和孩子们玩我是小间谍，还有65%的父母曾在自己是孩子时，长途旅行中玩过这个游戏。
1937年，一份加拿大的出版刊物上就提到过这种游戏。
2002年，一部名为《鹰眼下的危房》My Little Eye 的恐怖电影中使用了这个游戏的理念。